# История троллейбуса города Казани
Казанский троллейбус — троллейбусная система города Казань, одна из старейших в СССР и России.

## Хронология развития троллейбусных маршрутов
1948 год
6 ноября построена, а 27 ноября открыта в городе первая троллейбусная линия от центра до посёлка Караваево
- ул. Баумана, Ленинская (Кремлёвская) дамба, ул. Декабристов, кольцо: ул. Кадышевская (Дементьева), ул. Максимова, ул. Ленинградская (Копылова), от пл. Куйбышева (Тукая) до ул. Максимова.

Движение по маршруту «пл. Куйбышева — пос. Караваево» открыли 8 троллейбусов МТБ-82.
1949 год
25 июня в центре города построена новая линия, которая являлось продолжением.
- ул. Свердлова (Петербургская), ул. Жданова (Эсперанто), от пл. Куйбышева до ул. Павлюхина

С открытием новой линии продлен ранее открытый маршрут
- «ул. Павлюхина — пос. Караваево».

2002 год
4 ноября в связи со строительством метрополитена закрывается движение троллейбусов на участках:
- Щербаковский пер., ул. Свердлова, ул. Эсперанто от пл. Тукая до ул. Павлюхина (по направлению от центра)
- Ул. Эсперанто, ул. Свердлова, ул. Айдинова, ул. Островского от ул. Павлюхина до пл. Тукая (по направлению к центру)

После чего построена новые линии:
- Ул. Павлюхина, ул. Правокабанная (Марселя Салимжанова), от ул. Эсперанто до ул. Пушкина
- Ул. Островского, ул. Луковского, ул. Павлюхина (Марселя Салимжанова), от ул. Пушкина до ул. Эсперанто

Трасса маршрутов № 6, 8, 11, 12 проходит по новым участкам.
28 ноября после многолетнего простоя вновь открыта односторонняя линия:
- Ул. Профсоюзная, ул. Баумана, от ул. Пушкина до Ленинской (Кремлёвской) дамбы

С открытием линии в центре города, организован кольцевой маршрут
- № 17 «Компрессорный завод — пл. Тукая»

Новый маршрут проходит: с Компрессорного завода по Сибирскому тракту, ул. Николая Ершова, ул. Горького, ул. Пушкина, ул. Профсоюзная, ул. Баумана, Ленинская Дамба, ул. Декабристов, ул. Волгоградская, ул. Короленко, просп. Ямашева, третья транспортная дамба, и снова на Компрессорный завод.
2003 год
4 августа в связи со строительством метрополитена в районе Профсоюзная-Чернышевского, вновь закрыто движение троллейбусов по линии:
- — Ул. Профсоюзная, ул. Баумана, от ул. Пушкина до Ленинской (Кремлёвской) дамбы

Трасса маршрут № 17 проходит через ул. Кирова и Железнодорожный вокзал.
2004 год
Восстановлена после долгосрочного ремонта движение троллейбусов на улицу Кирова в районе ЦУМа, внесены изменения в маршрутную сеть:
- № 1 — восстановлен по прежнему маршруту (в обе стороны по ул. Кирова)
- № 4 — в сторону ул. Татарстан проходит через ул. Саид-Галеева и Чернышевского, обратно по ул. Кирова, Новокремлёвская.
- № 7 — оборот маршрута стал: с ул. Кирова на Чернышевского, Саид Галеева, Новокремлёвская, и далее на ул Кирова по своему маршруту.
- № 10 — в сторону ул. Татарстан проходит через ул. Кирова, Новокремлёвская, обратно по ул. Саид-Галеева и Чернышевского

Открыт новый короткий участок
- Пр. Ямашева, от ул. Декабристов до просп. Ибрагимова

Маршрут № 17 проходит по новому участку.
В центре города открыта небольшая служебная линия
- Набережная реки Казанка, от Кировской дамбы до Ленинской дамбы

Таким образом в случае торжественных праздников у Кремля, троллейбусы с Ленинской дамбы могут следовать в центр города без задержек и перебоев.
19 августа в связи с ремонтными работами на пересечении Ершова-Вишневского, временно (на 4 месяца) закрыто движение по ул. Николая Ершова. Внесены изменения в маршрутную сеть:
- № 2 «Речной вокзал — ЦПКиО» — сокращен
- № 7 «Железнодорожный вокзал — ЦПКиО» — сокращен
- № 16 — отменен
- № 17 «ул. Халитова — ЦПКиО» — стал не кольцевым а двусторонним.

После окончания всех дорожных работ к 15 декабря маршруты № 2, 7, 17 возвращены на исходные трассы, № 17 — слегка в измененном виде, маршрут № 16 так и не открылся.
29 августа открылась односторонняя линия в центре города
- ул. Правобулачная от пл. Тукая до ул. Новокремлёвской

Трасса маршрута № 17 проходит по Правобулачной улице.
15 декабря в центре горда открыта новая линия
- ул. Пушкина, ул. Карла Маркса от ул. Горького

В это же время закрыто движение по
- ул. Горького, от ул. Пушкина до ул. Карла Маркса

Маршруты № 2, 7, 17 не только возвращены на исходные трассы, но и проходят по ул. Карла Маркса
2005 год
В течение года закрыты троллейбусные маршруты № 8, 11, 14, 15.
2006 год
27 августа открыт новый односторонний оборот
- кольцо: ул. Авангардная, ул. Фрезерная, ул. Техническая

Оборот маршрутов № 6 и 9 стал производиться по новой схеме. Недействующая линия по ул. Тульской стала использоваться как служебная.
6 октября с ведением одностороннего движения улиц Фрунзе и Болотникова, открыта односторонняя линия
- ул. Болотникова, от ул. Восстания до ул. Халтурина

После чего снята старая линия
- ул. Фрунзе, от ул. Восстания до ул. Халтурина

Трасса маршрута № 4 перенесена на ул. Болотникова.
25 октября введена в строй новая троллейбусная линия
- ул. Чистопольская, просп. Амирхана, от ул. Декабристов до просп. Ямашева

На новой линии организован новый маршрут
- № 18 «Театр Камала — Компрессорный завод»

Трасса маршрут проходит: по ул. Московской, ул. Ташаяк, пл. Тысячелетия, Кремлёвской дамбе, ул. Декабристов, ул. Чистопольская, просп. Амирхана, просп. Ямашева, Сибирский тракт.
В качестве эксперимента до Кремля был продлен маршрут
- № 6 «ЦУМ — ул Фрезерная».

Но позже от этой идеи отказались и вернули маршрут на конечную «Сквер Тукая»
2007 год
1 июля открыта новая троллейбусная линия
- ул. Адоратского, ул. Маршала Чуйкова, ул. Амирхана от просп. Ямашева до ул. Воровского

По проложенной линии организован новый маршрут
- № 19 «Театр Камала — Авторынок»

Трасса маршрут проходит: по ул. Московской, ул. Чернышевского, ул. Саид-Галеева, ул. Ташаяк, ул. Ярмарочной, Кремлёвской дамбе, ул. Декабристов, ул. Чистопольская, просп. Амирхана, просп. Ямашева, Сибирский тракт.
30 ноября также открыта новая линия в район Азино
- ул. Взлетная, ул. Академика Сахарова. кольцо: ул. Хайдара Бигичева, ул. Академика Глушко, ул. Рашида Вагапова

Торжественно открыт новый маршрут
- № 20 «Речной порт — ул. Академика Глушко»

2008 год
В течение года изменены некоторые маршруты:
- № 2 — отменен с изменением маршрута № 20
- № 19 «Авторынок — Театр Камала» — перенаправлен через Сибирский тракт и ул. Ершова.
- № 20 «ЖД Вокзал — ул. Академика Глушко» — перенаправлен с закрытием маршрута № 2

1 июля закрыто одностороннее разворотное кольцо
- Просп Победы, ул. Закиева до ул. Академика Сахарова

Разворот маршрутов № 9 и 12 изменен по ул. Бигичева, ул. Глушко, ул. Вагапова. на ул. Сахарова и далее по своей трассе
8 августа построена, а 10 сентября открыта новая линия
- ул. Гвардейская, ул. Рихарда Зорге от ул. Николая Ершова до ул. Гарифьянова

С открытием новой линии, торжественно открыт новый маршрут
- № 21 «Речной вокзал — ул. Завойского»

18 октября с переводом в одностороннее движение горького и Карла Маркса, восстановлена односторонняя линия.
- ул. Горького от ул. Пушкина до ул. Карла Маркса

Одновременно закрыто движение на линии.
- ул. Пушкина, ул. Карла Маркса до ул. Горького

Маршруты № 7,19,20,21 в сторону ЦПКиО следуют по ул. Горького
1 ноября в связи с ремонтных работ на перекрёстке Ямашева-Амирхана, открыта объездная односторонняя линия.
- ул. Адоратского, ул. Чистопольского от просп. Ямашева до просп. Амирхана

Маршрут № 18 в сторону центра проходит по новой линии. Старая линия на проспекте Амирхана пребывает в рабочем состоянии, но движении троллейбусов по ней пока нет.
6 ноября в районе пересечения улиц Патриса Лумумбы и Ершова построены короткие односторонние участки, что и обеспечило сквозное движение.
- ул. Патриса Лумумбы, от ул. Искра до ул. Гвардейской
- ул. Николая Ершова, от ул. Гвардейской до ул. Искра

Одновременно закрыта и демонтирована короткая односторонняя линия:
- ул. Искра, от ул. Патриса Лумумбы до ул. Николая Ершова

Маршруты № 7, 19 проходят по новому участку ул. Ершова, № 20 проходит по новому участку ул. Лумумбы
2009 год
12 мая в центре города убрано троллейбусное движение
- — полукольцо: ул. Парижской Коммуны, ул. Левобулачная от ул. Московской до ул. Татарстан

Разворот маршрутов № 1, 4, 10, 18 сделан около театра Камала.
В этом году на действующих линиях внесены изменения в маршрутную сеть.
- № 19 «Дворец Спорта — Авторынок» (продлен в начале года, разворотное кольцо: ул. Чернышевского, ул. Саид-Галеева, ул. Ташаяк, ул. Московская)
- № 21 «Речной вокзал — ул. Минская» (продлен в конце года)

1 декабря перенаправлен на вокзал маршрут
- № 18 «Железнодорожный вокзал — Компрессорный завод» (сокращен, проходит по ул. Саид-Галеева)

2010 год
21 апреля начались ремонтные работы на перекрёстке Ямашева-Декабристов, состоялся перенос на построенные линии
- ул. Волгоградская, односторонняя от просп. Ибрагимова до ул. Декабристов
- просп. Ибрагимова, от ул. Чистопольской до просп. Ямашева (направление на север)
- просп. Ибрагимова, от ул. Волгоградской до ул. Чистопольской (направление на юг)

Внесены изменения в маршрутную сеть:
- № 1,4,10 — движение перенесено на просп. Ибрагимова и ул. Волгоградскую.
- № 17 — через просп. Ибрагимова с поворотом на просп. Ямашева

Движение по ул. Декабристов от ул. Чистопольской до ул. Волгоградской и начала просп. Ямашева временно прекращено
17 мая закрыто движении по трассе третьего маршрута по ул. Алафузова, ул. Краснококшайская, ул. Поперечно-Базарная, ул. Большая Крыловка, ул. Тверская, от ул. Гладилова до ул. Декабристов
С ликвидацией линии «временно» закрыт маршрут № 3.
24 сентября открыта новая односторонняя линия в микрорайоне Азино по Ул. Рашида Вагапова, ул. Академика Глушко, ул. Закиева, до ул. Сахарова. Внесены изменения в маршрутную сеть:
- № 9 «Ул. Кулагина — ул. Академика Глушко» — изменен, разворотное кольцо проходит по ул. Академика Глушко ул. Закиева, ул. Юлиуса Фучика и далее своей трассой до центра. Трасса от центра осталась без изменений.
- № 21 «Речной порт — ул. Академика Глушко» — продлен, разворотное кольцо проходит по ул. Вагапова — ул. Глушко — ул. Закиева, и далее по своей трассе на речной порт.

Временно закрыты троллейбусные маршруты № 18 и 19.
2011 год
25 января после ремонта на перекрёстке Ямашева-Ибрагимова восстановлено движение троллейбусов
```
ул. Декабристов, от ул. Волгоградской до ул. Чистопольской
```

Маршруты № 4 и 10 вновь проходят по ул. Декабристов. Маршруты № 1 и 17 остаются на просп. Ибрагимова
13 февраля также после ремонта восстановлено троллейбусное движение на одностороннем участке
```
просп. Ямашева, от ул. Декабристов до просп. Ибрагимова
```

Движение маршрут № 17 вновь проходит через ул. Декабристов
20 августа изменен разворот маршрута
- № 12 — по ул. Академика Глушко следует до ул. Закиева, с неё выходит на ул. Юлиуса Фучика и далее своей трассой до центра. Движение от центра до ул. Академика Глушко осталось без изменений.

2012 год
29 января В связи со строительством Станции метро «Декабристов» троллейбусы № 4,10 от Московского рынка до Станции метро «Козья Слобода» пущены по Улицам Волгоградская и Ибрагимова.
16 июня В связи со строительством транспортной развязки временно изменены троллейбусы № 9,12,21:
- 9,12 по новой линии через Улицы Мавлютова и Ак. Парина до конечной остановки Деревня Универсиады.
- 21 по кольцу: Ул. Зорге, Ул. Гарифьянова, Ул. Мавлютова, Ул. Зорге, Далее по маршруту

Также пущены маршруты № 12а,22:
- 12а — Проспект Победы-Ул. Ак. Глушко;
- 22 — Пл. Свободы-Проспект Победы (через Старый Аэропорт и МЕГУ)

25 июня В связи с реконструкцией Ул. Правобулачной Троллейбус № 17 пущен по Ул. Московской через Колхозный рынок и ЦУМ, но уже 20 июля был возвращён обратно. Также в связи с реконструкцией Кремлёвской дамбы троллейбусы № 1,4,10,17 пущены по Временной объездной дамбе.
1 июля В связи с реконструкцией улицы Чернышевского временно организовано движение троллейбусов:
- 1 — Укорочен до ЖД Вокзала.
- 4/10 — Перенаправлены на Ул. Ташаяк и Московская.
- 7 — Пущен по Ул. Московская, Ташаяк и Саид-Галеева до ЖД Вокзала.

10 июля Троллейбусы № 1,4,7,10 возвращены на Ул. Чернышевского.
4 июля В связи с реконструкцией Ул. Х. Бигичева Троллейбусы № 12а и 20 пущены по Ул. Ак. Глушко, Сахарова, Закиева:
- 12а По кольцу: Ул. Вагапова, Ул. Глушко, Ул. Закиева, Далее по маршруту
- 20 По кольцу: Ул. Сахарова, Ул. Закиева, Ул. Глушко, Ул. Вагапова, Разворотная эстакада, Далее по маршруту

Но уже 1 августа вновь была изменена схема движения маршрутов № 12а и 20:
- 12а По кольцу: Ул. Сахарова, Ул. Бигичева, Ул. Ак. Глушко, Ул. Закиева
- 20 По кольцу: Ул. Сахарова, Ул. Закиева, Ул. Ак. Глушко, Ул. Бигичева, Ул. Сахарова.

19 августа В связи с реконструкцией Ул. Московской организовано движение троллейбусов:
- 1 -По Ул. Ташаяк, Саид-Галеева и Исхаки до ЖД вокзала
- 4/10 -По Ул. Ташаяк, Лево- и Правобулачной и Татарстан до Остановки Ул. Тукая, но позже были сокращены до комбината «Здоровье»
- 7 -По Ул. Татарстан до Остановки Ул. Тукая

29 августа троллейбус № 21 возобновлён и продлён до Ак. Глушко д.15 через путепровод по ул. Зорге. В связи с этим маршрут № 12а закрыт.
В начале сентября троллейбусы № 9,12 были пущены через ул. Танковая, Зорге через путепровод до конечной остановки Ул. Ак. Глушко д.15. Также был возобновлён (и продлён) маршрут № 8 Сквер Тукая-Деревня Универсиады и открыты новые маршруты:
- № 9А Ул. Кулагина-Деревня Универсиады.
- № 9Б Деревня Универсиады-Пл. Свободы (через ул. Гвардейскую)

В середине сентября были закрыты троллейбусы № 9Б (в связи с маленьким пассажиропотоком) и № 22 (заменён на 83 автобус). 1 маршрут стал пиковым. Маршрут № 8 продлён через Ул. Пушкина, Горького, Карла и площадь Свободы Ул. Толстого.
7 ноября после реконструкции улицы Московская маршруты № 1 и № 7 восставлены без изменений и троллейбусы № 4,10 с изменениями:
- 4 — Кировская дамба, ЖД Вокзал, по Чернышевского и Московской, Татарстан до улицы Тукая, по Московской, ЦУМ, Центральный стадион
- 10 — Центральный стадион, по Лево-булачной, через театр им. Камала, по Московской и Чернышевского, ЖД Вокзал, Кировская дамба

К осени 2012 года проведено строительство троллейбусной линии по улицам Краснококшайская и Вахитова для пуска заменяющего маршруты № 18,19 нового маршрута, соединяющего через эти улицы и улицу Чистопольская Горьковское шоссе и жилой массив Новое Савиново (а позже также посёлок Брикетный).
К 1 мая 2013 года запланирована перенумерация маршрутов на номера без пропусков подряд, начиная с № 1, в том числе меняются номера: № 17 в № 2, № 20 в № 3, № 21 в № 5, № 9а в № 11.

## История маршрутов

### Маршрут № 1
Троллейбусный маршрут № 1 был открыт 27 ноября 1948 года; начинаясь от трамвайного депо № 3, он заканчивался на площади Куйбышева. В 1949 году маршрут был продлён в обе стороны: начинаться первый маршрут стал от посёлка Караваево до улицы Павлюхина (оборотное кольцо на улицах Жданова-Павлюхина-Шаляпина-Спартаковская). В 1950-е годы маршрут был вновь укорочен до площади Куйбышева.
На 1961 год троллейбус № 1 проходил по улицам Баумана, Декабристов, Сталинградская (петля): Астраханская и вновь Сталинградская и совершал следующие остановки: площадь Куйбышева, ул. К. Наджми, ул. Чернышевского, Кремлёвская, Ленинский мост, ул. Рабочая, ул. Чистопольская, Школьная, телестудия, ул. Восстания, пос. Урицкого, трампарк № 3, (петля): Гаражная, пос. Караваево, ул. Кадышевская, ул. Печорская, угол ул. Астраханской и Сталинградской, ул. Побежимова, Соцгород, трампарк № 3. К 1970 году остановки «ул. К. Наджми», «Ленинский мост», «пос. Воровского», «Гаражная», «ул. Кадышевская» и «ул. Побежимова» стали называться соответственно «Дом печати», «цирк», «ул. Воровского», «институт», «Караваево II» и «клуб строителей»; появились новые остановки «ул. Тверская» и «ул. Гагарина».
10 октября 1986 года движение движение транспорта по отрезку улицы Баумана от площади Куйбышева до Кремлёвской улицы; со стороны Ленинского района к площади Куйбышева троллейбус проходил по улицам Ярмарочная, Кирова, Тази Гиззата, Мусы Джалиля, Островского и Университетская; в обратном направлении троллейбус шёл по улице Профсоюзная и по улице Баумана вдоль Кремля. 7 ноября 1992 года движение маршрута № 1 перенесено с ул. Островского на ул. Кирова, 2 июня 1997 года вместо площади Куйбышева конечной остановкой маршрута стал театр имени Камала (оборотное по улицам Кирова/Татарстан/Лево-Булачная/Парижской Коммуны). В 2009 году конечная остановка вновь переместилась к площади Тукая. Зимой 2012 года маршрут был закрыт.
28 декабря 2012 года был запущен «новый» 1-й троллейбус, который начал проходить от Горьковского шоссе по улицам Болотникова/Фрунзе, Краснококшайская, Вахитова и Чистопольская до перекрёстка последней с проспектом Амирхана. В 2013 году был продлён: от перекрёстка Чистопольской и Амирхана троллейбус начал ходить по проспекту Амирхана, улицам Чуйкова, Адоратского и Чистопольская — вновь к перекрёстку Чистопольской и Амирхана.

### Маршрут № 2
Троллейбусный маршрут № 2 был запущен 23 января 1952 года; начинаясь от площади Куйбышева, он проходил по улицам Пушкина, Татарстан, Кирова, Адмиралтейской дамбе, улицам Серп и Молот, Гладилова, Борьбы и 25 Октября до улицы Степана Халтурина (Пороховая слобода). Чуть позже линия была продлена до остановки «школа № 1». В 1959 перенумеровывается в маршрут № 4, а второй номер присваивается новой линии от парка Горького до железнодорожного вокзала, но вскоре и этой линии присваивается № 5. «Третий» «второй» маршрут с 1959 года начинался от аэропорта, а заканчивался у речного порта.
На 1961 год троллейбус № 2 проходил по улицам Мамадышский тракт, Николая Ершова, Карла Маркса, Максима Горького, Пушкина, Куйбышева, Татарстан и Вокзальная и совершал следующие остановки: аэропорт, ул. Искры, ул. Красной Позиции, ветеринарный институт, парк культуры и отдыха, трампарк № 1, ул. Толстого, дворец пионеров, Ленинский сад, площадь Куйбышева, ул. Кирова, ул. Тукаевская, ул. Нура Баяна, ул. Вокзальная, речной порт. К 1970 году остановки «ул. Вокзальная» стала называться «автовокзал», появились новые остановки «ул. Карима Тинчурина» вместо «ул. Нур Баяна».
В 2005 году троллейбус № 2 стал ходить по улице Карла Маркса вместо улицы Горького, а через три года, в 2008 году маршрут был упразднён.
Вновь троллейбусный маршрут № 2 появился в Казани в 2013 году; его номер был присвоен бывшему маршруту № 17. Новый «второй» маршрут является кольцевым и проходит по улицам Сибирский тракт, Николая Ершова, Карла Маркса, Пушкина, Право-Булачная, Декабристов, Ямашева и вновь Сибирский тракт, совершая остановки: Академика Арбузова, национальный архив, Попова, Пионерская, Советская площадь, Октябрьский городок, кооперативный институт, Абжалилова, ЦПКиО им. Горького, Толстого, Гоголя, площадь Свободы, университет, метро «площадь Тукая», комбинат «Здоровье», педагогический университет, Чернышевского, центральный стадион, энергетический университет, ТРК «Тандем», Декабристов, магазин «Океан», парк Победы, Мусина, Фатыха Амирхана, Адоратского, Гаврилова, футбольный стадион, ветеринарная академия и вновь Академика Арбузова.

### Маршрут № 3
Троллейбусный маршрут № 3 был запущен в 1953 году по маршруту «улица Степана Халтурина» — «Караваево» (через Крыловку). Часть маршрута между улицами Гладилова и Декабристов проходила по новым линиям.
На 1961 год троллейбус № 3 проходил по улицам Степана Халтурина и 1 Мая/Борьбы и 25 Октября, Гладилова, Карла Либкнехта, Краснококшайская, Поперечно-Базарная, Большая Крыловка, Тверская, Декабристов, Сталинградская (петля): Астраханская и вновь Сталинградская и совершал следующие остановки: угол ул. Халтурина и 25 Октября, баня № 5, ул. Карла Либкнехта, угол ул. Поперечно-Базарной и Краснокошайской, ул. Межевая, ул. Коммунаров, ул. Юго-Западная, ул. Декабристов, телестудия, ул. Восстания, пос. Урицкого, трампарк № 3, (петля): Гаражная, пос. Караваево, ул. Кадышевская, ул. Печорская, угол ул. Астраханской и Сталинградской, ул. Побежимова, Соцгород, трампарк № 3. Некоторое время на стыке 1960-х и 1970-х годов троллейбус ходил от Горьковского шоссе; к 1976 году «старый» путь следования маршрута был восстановлен.
В таком виде маршрут просуществовал с небольшими изменениями до 17 мая 2010 года, когда был закрыт в связи с демонтажем линии по улицамиТверская, Большая Крыловка, Поперечно-Базарная, Краснококшайская и Алафузова.
Вновь троллейбусный маршрут № 3 появился в Казани в 2013 году; номер 3 был присвоен бывшему маршруту № 20. Новый «третий» проходит по улицам Академика Глушко, Закиева (от речного порта) или Академика Глушко, Хайдара Бигичева (к речному порту), Академика Сахарова, Альберта Камалеева, Патриса Лумумбы, Николая Ершова, Карла Маркса/Горького, Пушкина, Татарстан и Девятаева, совершая 22 остановки (по направлению от речного порта) или 25 остановок (по направлению к речному порту).

### Маршрут № 4
Троллейбус № 4 был запущен в 1954 году; начинаясь от пересечения улиц Фрунзе, Восстания и Горьковского шоссе, он заканчивался на площади Куйбышева. Вскоре, в связи с созданием Куйбышевского водохранилища трасса маршрута немного изменилась: троллейбус попадал на улицу Киров с Адмиралтейской дамбы не напрямую, как раньше, а через Товарную улицу. В 1959 году на улице Восстания вместо снятых в том же году трамвайных путей, по которым ходил трамвай № 10, была проложена троллейбусная линия, соединившая 4-й маршрут с линией 1-го и 3-го маршрутов. С 1960 года маршрут стал кольцевым и разбит на 2 части: маршрут № 4а шёл по часовой стрелке, а 4б — против часовой стрелки.
На 1961 год троллейбус № 4а проходил (от площади Куйбышева) по улицам Куйбышева, Татарстан, Кирова, Ново-Кремлёвская, Товарная, Кировская дамба, Серп и Молот, Гладилова, Борьбы, 25 Октября, Степана Халтурина, Фрунзе, Восстания, Декабристов и Баумана и совершал следующие остановки: площадь Куйбышева, угол ул. Татарстан и Кирова, колхозный рынок, ул. Чернышевского, угол ул. Ново-Кремлёвской и Кирова, центральный стадион, ул. Серп и Молот, угол ул. Гладилова и Табейкина, кожзавод, ул. 1-го Мая, Кировский исполком, ул. Халтурина, угол ул. Халтурина и Фрунзе, ул. Лебяжья, школа № 1, химзавод им. Куйбышева, клуб химзавода, разъезд Восстания, отделение Госбанка, угол ул. Восстания и Декабристов, телестудия, ул. Тверская, Школьная, ул. Чистопольская, ул. Рабочая, Ленинский мост, Кремлёвская, ул. Чернышевского, ул. К. Наджми, площадь Куйбышева. Маршрут № 4б ходил в обратном направлении с некоторыми изменениями: вместо улиц Борьбы и 25 Октября этот маршрут шёл по улице 1 Мая, а вместо остановки «кожзавод» он останавливался на остановке «ул. Карла Либкнехта». В начале 1970-х годов троллейбусное движение с улицы Серп и Молот и аварийного Горбатого моста перенесено на улицу Несмелова. 
10 октября 1986 года движение троллейбусов было перенесено с улицы Баумана на Профсоюзную улицу, а 25 октября 1986 года маршрут № 4а и № 4б становятся маршрутами № 10 и № 4 соответственно.‌‍‌ Cо 2 июня 1997 года троллейбус № 4 вместо Профсоюзной улицы стал ходить по улице Кирова в обе стороны. 
В связи со строительством развязки на пересечении улиц Ямашева, Декабристов и Ленская трасса маршрута была перенесена на проспект Ибрагимова и Волгоградскую улицу. В 2011 маршрут вернулся на исходную трассу; в том же году его участок был перенесён с Московской улицы на Право- и Лево- Булачные улицы (возвращён на исходную трассу в конце 2012 года). В 2012 году в связи со строительство станции метро маршрут вновь пущен по Ибрагимова и Волгоградской (к середине 2013 года вновь возвращён на исходную трассу). В начале 2013 года маршрут был укорочен до ж/д вокзала.
Закрыт осенью 2013 года.

### Маршрут № 5
Троллейбус № 5 был запущен в 1959 году по маршруту «аэропорт» — «улица Степана Халтурина».
На 1961 год троллейбус № 5 проходил по улицам Мамадышский тракт, Николая Ершова, Карла Маркса, Горького, Пушкина, Куйбышева, Татарстан, Кирова, Ново-Кремлёвская, Товарная, Кировская дамба, Серп и Молот, Гладилова (петля): Борьбы, 25 Октября, Степана Халтурина, Гладилова и совершал следующие остановки: аэропорт, ул. Искры, ул. Красной Позиции, ветеринарный институт, парк культуры и отдыха, трампарк № 1, ул. Л. Толстого, дворец пионеров, Ленинский сад, площадь Куйбышева, угол ул. Татарстан и Кирова, колхозный рынок, ул. Чернышевского, угол ул. Ново-Кремлёвской и Кирова, центральный стадион, ул. Серп и Молот, угол ул. Гладилова и Табейкина, кожзавод, ул. 1 Мая, Кировский исполком, баня № 5, ул. К. Либкнехта.
В 1963 году маршрут был закрыт; открыт вновь в следующем году, однако проходил по совершенно иной трассе: от Волгоградской улицы по улицам Ибрагимова, Воровского, Ленинградская, Тэцевская и Химическая до остановки «завод оргсинтеза», совершая остановки: телестудия, проспект Ибрагимова, ул. Гагарина, ул. Восстания, трампарк № 3, ул. Тецевская, АТХ-2, ТЭЦ-2, совхоз, ул. Заводская, ул. 6-я Муромская, оргсинтез-1, завод оргсинтеза. К середине 1970-х годов троллейбус шёл в сторону Оргсинтеза по улицам Ибрагимова и Воровского (позже — только по Ибрагимова), а от Оргсинтеза — по улице Декабристов. С 1980-х годов троллейбус начал заезжать с Химической на Тэцевскую через улицы Беломорскую и Гудованцева.
В таком виде с небольшими изменениями маршрут просуществовал до 2008 года, когда был закрыт.
Вновь троллейбусный маршрут № 5 появился в Казани в 2013 году; номер 5 был присвоен бывшему маршруту № 21. Новый «пятый» маршрут проходит по улицам Академика Глушко, Рашида Вагапова, Академика Сахарова (по направлению к Речному порту), Юлиуса Фучика, Рихарда Зорге, Гвардейская, Патриса Лумумбы, Николая Ершова, Карла Маркса/Горького, Пушкина, Татарстан и Девятаева, совершая 37 остановки (по направлению от речного порта) или 35 остановок (по направлению к речному порту).

### Маршрут № 6
Троллейбус № 6 был запущен в 1960 году по маршруту «площадь Куйбышева» — «ВДНХ».
На 1961 год троллейбус № 6 проходил по улицам Чернышевского, Баумана, Свердлова, Жданова, Павлюхина и Чкаловский тракт и совершал следующие остановки: вокзал, ул. Кирова, угол ул. Чернышевского и Баумана, ул. К. Наджми, площадь Куйбышева, ул. Кабанная, ул. Калинина, ул. Качалова, угол ул. Жданова и Павлюхина, ипподром, республиканская выставка достижений народного хозяйства. На 1964 год маршрут № 6 вновь начинался от площади Куйбышева. В 1962 году троллейбусная линия была продлена до озера Средний Кабан, а ещё через четыре года — через посёлок Борисково к Технической улице.
На 1970 год троллейбус № 6 проходил по тем же улицам Свердлова, Жданова, Павлюхина, Оренбургский тракт, Фермское шоссе и Тульская, совершая следующие остановки: площадь Куйбышева, ул. Айдинова, ул. Калинина (кинотеатр «Победа»), ул. Жданова, ул. Павлюхина, ул. Шаляпина, ипподром, таксомоторный парк, ВДНХ, Первомайская, Горки, Селекционная, Первые лагеря, ферма, Борисково.
26 июля 1997 года с начала улицы Свердлова троллейбусное движение было перенесено на улицы Островского и Айдинова (к площади Тукая) и Щербаковский переулок (от площади Тукая). В 2002 году движение троллейбусов по улице Свердлова было прекращено вместо этого троллейбус стал ходить по новым линиям по улицам Правокабанная (к площади Тукая) и улицам Правокабанная, Луковского и Островского (в обратном направлении). С 2006 года троллейбус начал проезжать от угла улиц Тульская и Авангардная на конечную остановку через улицы Аванградная, Фрезерная и Техническая. В 2006-2007 годах маршрут начинался от ЦУМа, а затем от вокзала, после чего вновь начинался от площади Тукая.
Начиная с 29 декабря 2024 и до 1 мая 2025 при следовании от Сквера имени Тукая был организован заезд к Зооботаническому саду, используя автономный ход. В обратном направлении трасса маршрута оставалась прежней. Позже данную трассировку заменил 11 маршрут, а 6 вернулся к привычной схеме.

### Маршрут № 7
Троллейбус № 7 был запущен к 10 сентября 1961 года "пл. Куйбышева - Компрессорный завод"
К 1964 году продлен по маршруту «железнодорожный вокзал» — «Компрессорный завод».
На 1970 год троллейбус № 7 проходил по улицам Чернышевского, Кирова, Татарстан, Куйбышева, Пушкина, Горького, Карла Маркса, Николая Ершова, Сибирский тракт и совершал следующие остановки: железнодорожный вокзал, ул. Чернышевского, колхозный рынок, ул. Кирова, площадь Куйбышева, Ленинский сад, дворец пионеров, ул. Толстого, ЦПКиО, ветеринарный институт, ул. Красная Позиция, Октябрьский городок, Советская площадь, ул. Пионерская, ул. Попова, ул. 8 Марта, 1-й переезд, компрессорный завод.
В 1999 году маршрут был продлён до ЦУМа. В 2004 году троллейбусное движение было перенесено с улицы Горького на улицу Карла Маркса; в том же году в связи со строительством развязки на пересечении улиц Ершова и Вишневского маршрут временно ходил до парка Горького. В 2008 году троллейбусное движение было возвращено на улицу Горького; с этого момента троллейбус ходил по улице Горького в направлении от центра, а по Карла Маркса — в центр.
Некоторое время в 2013 году ходил по маршруту «улица Халитова» — «улица Габдуллы Тукая», а также по кольцевому маршруту (через улицы Ибрагимова, Ямашева, Мусина, Чуйкова, Адорастского и вновь Ямашева). К 2014 году маршрут возвращён на старую трассу.

### Маршрут № 8
Троллейбус № 8 был запущен 3 декабря 1976 года по маршруту «площадь Куйбышева» — «Горки».
На 1988 год троллейбус № 8 проходил по улицам Свердлова, Жданова, Павлюхина, Оренбургский тракт, Танковая и Хусаина Мавлютова и совершал следующие остановки: площадь Куйбышева, Айдинова, театр кукол, Жданова, Павлюхина, Ипподромная, Роторная, ВДНХ, Танковая, Комарова, кинотеатр «Комсомолец», Рихарда Зорге, Мавлютова.
26 июля 1997 года с начала улицы Свердлова троллейбусное движение было перенесено на улицу Островского (к площади Тукая) и Щербаковский переулок (от площади Тукая). В 1999 году маршрут был продлён на две остановки — до остановки «Сквер Славы». В 2002 году движение троллейбусов по улице Свердлова было прекращено вместо этого троллейбус стал ходить по новым линиям по улицам Правокабанная (к площади Тукая) и улицам Правокабанная, Луковского и Островского (в обратном направлении).
В 2005 году был закрыт.
В сентябре 2013 года восстановлен по с небольшими изменениями (сквер Тукая — деревня Универсиады), и вскоре продлён до улицы Толстого. К 2018 году конечная остановка перенесена на площадь Свободы, но схема движения маршрута не изменилась.

### Маршрут № 9
Троллейбус № 9 был запущен 14 ноября 1980 года по маршруту «улица Техническая» — «Горки».
На 1988 год троллейбус № 9 проходил по улицам Тульская, Фермское шоссе, Оренбургский тракт, Танковая и Мавлютова, совершая следующие остановки: Техническая, Авангардная, кинотеатр «Восток», озеро Верхний Кабан, Садовая, озеро Сердний Кабан, Первомайская, Танковая, Комарова, кинотеатр «Комсомолец», Рихарда Зорге, Мавлютова.
В 1990 году маршрут был продлён по улицам Сыртлановой, Гарифьянова, Рихарда Зорге и Юлиуса Фучика до остановки «Академика Завойского». С 2006 года троллейбус начал проезжать от угла улиц Тульская и Авангардная на конечную остановку через улицы Аванградная, Фрезерная и Техническая, а в следующем году продлён до улицы Сахарова, выходя на улицу Фучика через проспект Победы и улицу Закиева; вскоре разворот был перенесён на кольцо Сахарова-Бигичева-Глушко-Закиева.
В 2012 году со строительством транспортной развязки на пересечении проспекта Победы и улицы Рихарда Зорге троллейбус № 9 пущен от остановки «Мавлютова» далее по одноимённой улице и улице Парина до деревни Универсиады. После открытия развязки троллейбус вновь стал ходить до улицы Глушко, но уже по изменённой трассе: с улицы Танковой троллейбус стал выходить непосредственно на улицу Зорге, а не через улицы Мавлютова, Сыртлановой и Гарифьянова, как раньше.
В сентябре 2012 года был запущен маршрут 9А «улица Кулагина» — «деревня Универсиады», однако вскоре он был переименован в № 11.

### Маршрут № 10
Впервые троллейбус № 10 был запущен как временный 1 ноября 1984 года по маршруту площадь Куйбышева–Кирова–вокзал–Кировская дамба–Горьковское шоссе–Тверская; одновременно был пущен и троллейбус № 10а (вокзал–Кировский мост–Тверская–Горьковское шоссе).
Вновь троллейбус № 10 появился в Казани 25 октября 1986 года; это был бывший маршрут № 4а.
На 1988 год троллейбус № 10 проходил по улицам Куйбышева, Татарстан, Кирова, Чернышевского, Саид-Галеева, Кировская дамба, Несмелова, Гладилова, Борьбы, 25 Октября, Степана Халтурина, Фрунзе, Восстания, Декабристов, Ярмарочная, Ново-Кремлёвская, Кирова, Тази Гиззата и Островского, совершая следующие остановки: площадь Куйбышева, Кирова, центральный рынок, вокзал, Саид-Галеева, речной техникум, Гладилова, Карла Либкнехта, 1 Мая, 25 Октября, Степана Халтурина, Фрунзе, кинотеатр «Идель», Горьковское шоссе, Тасма, клуб им. Куйбышева, разъезд Восстания, магазин «Мода», Восстания, Волгоградская, ДК Химиков, дом обуви, энергетический институт, молодёжный центр, цирк, стадион, дворец спорта, Чернышевского, Тази Гиззата, театр юного зрителя, площадь Куйбышева.
7 ноября 1992 года конечная остановка маршрута была перенесена с площади Куйбышева к театру Камала (разворот по улицам Кирова, Татарстан, Лево-Булачная, Парижской Коммуны; ликвидирован в 2009). В 2010 году в связи со строительством развязки на пересечении улиц Ямашева, Декабристов и Ленская трасса маршрута была перенесена на проспект Ибрагимова и Волгоградскую улицу и возвращена на улицу Декабристов в следующем году; в 2012 году она вновь переносится на Ибрагимова и Волгоградскую, на этот раз в связи со строительством станции метро; в этом же году троллейбусное движение переносится с Московской улицы на Право- и Лево- Булачные улицы, конечной стала остановка «комбинат Здоровье». К середине 2013 года маршрут вновь проходил по улице Декабристов, конечная возвращена к театру Камала, а в центре города стал проходить по следующей схеме: к театру Камала маршрут шёл по площади Тысячелетия и Лево-Булачной улице, а от него по улицам Московская, Чернышевского и Саид-Галеева.
Закрыт в 2015 году.

### Маршрут № 11
Троллейбус № 11 был запущен 27 октября 1990 года по маршруту «площадь Куйбышева» — «улица Завойского».
26 июля 1997 года с начала улицы Свердлова троллейбусное движение было перенесено на улицы Островского и Айдинова (к площади Тукая) и Щербаковский переулок (от площади Тукая). В 2002 году движение троллейбусов по улице Свердлова было прекращено; вместо этого троллейбус стал ходить по новым линиям по улицам Правокабанная (к площади Тукая) и улицам Правокабанная, Луковского и Островского (в обратном направлении). Закрыт в 2005 году.
Маршрут № 11 был восстановлен конце 2012 года; начинаясь от улицы Кулагина, он проходил по улицам Техническая, Тульская, Фермское шоссе, Танковая, Мавлютова и Парина и заканчивался на остановке «деревня Универсиады». К середине 2014 года маршрут не работал.
1 мая 2025 года маршрут №11 снова появился в городе, однако теперь он следует через Казанский Зооботсад с использованием автономного хода, доезжая до Танкового училища (аналогично временной трассировке 6 маршрута) и оборачиваясь на Танковом кольце. Теперь это самый короткий троллейбусный маршрут в Казани (12 км).

### Маршрут № 12
Троллейбус № 12 был запущен 29 июля 1992 года по маршруту «площадь Куйбышева» — «улица Минская».
На 1996 год троллейбус № 12 проходил по улицам Свердлова, Эсперанто, Павлюхина, Оренбургский тракт, Танковая, Мавлютова, Сыртлановой, Гарифьянова, Рихарда Зорге и Юлиуса Фучика, совершая следующие остановки: площадь Куйбышева, Айдинова, театр кукол, Эсперанто, Павлюхина, Ипподромная, Роторная, Казанская ярмарка, Танковая, Латышских Стрелков, Комарова, кинотеатр «Комсомолец», Рихарда Зорге, Мавлютова, Эластик, Гарифьянова, проспект Победы, Юлиуса Фучика, Сафиуллина, Кул Гали, 10-й микрорайон, Завойского, Чишмяле, Ломжинская, школа № 125, Минская.
В связи со строительством ТЦ «Кольцо» 26 июля 1997 года схема движения маршрута была изменена в сторону; троллейбус был убран с начала улицы Свердова; к площади Тукая троллейбус шёл через улицы Айдинова и Островского, а в обратном напрвалении через Щербаковский переулок и безымянный проезд; конечная маршрута стала назвыаться «Детский мир». В связи со строительством станции метро «Площадь Тукая» схема движения маршрута была вновь изменена; вместо улицы Свердлова и примыкавших к ней улиц троллейбус начал ходить в строну улицы Пушкина по улицам Павлюхина и Правокабанная, а в обратную сторону через улицы Островского и Луковского; конечная маршрута стала назвыаться «Сквер Тукая». Примерно тогда же, в 2001 году маршрут был продлён к остановке «улица Академика Сахарова» (разворот по улицам Сахарова, проспекту Победы, и улице Закиева). С 2008 года троллейбус стал разворачиваться по улицам Сахарова, Бигичева, Глушко и Вагапова, а с 2011 года по улицам Сахарова, Бигичева, Глушко и Закиева.

### Маршрут № 13
Троллейбус № 13 был запущен 10 ноября 1993 года по маршруту «троллейбусное депо № 1» — «Компрессорный завод». Вскоре он был продлён до посёлка Караваево; также в связи с реконструкцией третьей транспортной дамбы маршрут троллейбуса проходил через «Низкий мост» (мост дублёр Третьей транспортной дамбы).
На 1996 год троллейбус № 13 проходил по улицам Ленинградская, Копылова, Декабристов, Волгоградская, Короленко, Ямашева и Сибирский тракт, совершая следующие остановки: Побежимова, Соцгород, Дементьева, Воровского, Гагарина, Восстания, Волгоградская, проспект Ибрагимова, школа № 71, улица Короленко, магазин «Океан», по требованию (АЗС), Мусина, Амирхана, Адоратского, Гаврилова, 27-й квартал, ветеринарный институт, Халитова; в обратную сторону троллейбус шёл по улицам Сибирский тракт, Ямашева, Ибрагимова, Дементьева, Ижевская и Максимова, совершая остановки Халитова, ветеринарный институт, 27-й квартал, Гаврилова, Адоратского, Амирхана, Мусина, по требованию (АЗС), магазин «Океан», проспект Ибрагимова, Коллективная, Восстания, Гагарина, Воровского, Дементьева, стадион «Рубин», институт, Олега Кошевого, Караваево, Максимова, Лукина, Ленинградская. После завершения реконструкции третьей транспортной дамбы в 1999 году троллейбус был возвращён на неё. Повторно на Низкий мост маршрут был перенесён в 2010-2011 году.
В 2009 году работал временный троллейбусный маршрут № 13а, который почти полностью совпадал с маршрутом № 13, за исключением того, что он попадал на улицу Декабристов непосредственно с проспекта Ямашева.

### Маршрут № 14
Троллейбус № 14 был запущен в 1996 году по маршруту «улица Халитова» — «проспект Ибрагимова».
На 1996 год троллейбус № 14 проходил по улицам Сибирский тракт, Ямашева и Ибрагимова, совершая следующие остановки: Халитова, ветеринарный институт, 27 квартал, Гаврилова, Адоратского, Амирхана, Мусина, по требованию (АЗС), магазин «Океан», проспект Ибрагимова. Обратно на Ямашева троллейбус возвращался по улицам Волгоградская и Короленко, совершая остановки «школа № 71» и «Короленко».
В 2001 году был продлён до Московского рынка и делал разворот на улицах Ямашева, Декабристов, Волгоградская и Короленко. Упразднён в 2005 году.

### Маршрут № 15
Троллейбус № 15 был запущен в 1998 году по маршруту «сквер Славы» — «улица Академика Сахарова».
На 2002 год троллейбус № 15 проходил по улицам Рихарда Зорге, Юлиуса Фучика и Академика Сахарова, совершая следующие остановки: сквер Славы, проспект Победы, Юлиуса Фучика, Сафиуллина, Кул Гали, 10-й микрорайон, Завойского, Чишмяле, Ломжинская, школа № 125, Минская, кабельное телевидение, Вагапова, Сахарова. Обратно на улицу Фучика троллейбус возвращался по проспекту Победы и улице Закиева, совершая остановки «строймаркет» и «Закиева».
Закрыт в 2005 году, так как на всём своём протяжении дублировался маршрутом № 12.

### Маршрут № 16
Троллейбус № 16 был запущен 30 марта 1999 года по маршруту «парк Горького» — «проспект Ибрагимова».
На 2000 год троллейбус № 16 проходил по улицам Николая Ершова, Патриса Лумумбы, Искра и вновь Николая Ершова (на обратном пути — только по Николая Ершова), Сибирский тракт, Ямашева, Ибрагимова, совершая следующие остановки: ЦПКиО, Абжалилова, Красной Позиции, Искра (на обратном пути не останавливался), кооперативный институт, Октябрьский городок, Советская площадь, Пионерская, Попова, национальный архив, Арбузова, компрессорный завод, Халитова, ветеринарный институт, 27 квартал, Гаврилова, Адоратского, Амирхана, Мусина, парк Победы, магазин «Океан», проспект Ибрагимова. Обратно на Ямашева троллейбус возвращался по улицам Волгоградская и Короленко, совершая остановки «школа № 71» и «Короленко». К 2001 году троллейбус разворачивался по улицам Ямашева, Декабристов и Ибрагимова.
Закрыт в 2004 году.

### Маршрут № 17
Троллейбус № 17 был запущен 29 ноября 2002 года по маршруту «площадь Тукая» — «улица Волгоградская» — «улица Халитова» и являлся кольцевым. Тогда он проходил по улицам Профсоюзная, Баумана, Декабристов, Волгоградская, Короленко, Ямашева, Сибирский тракт, Николая Ершова, Карла Маркса, Горького и Пушкина. В том же году троллейбус был убран с Профсоюзной улицы на улицы Татарстан, Московская, Чернышевского, Саид-Галеева и Ново-Кремлёвская (через вокзал) в связи со строительством станции метро «Кремлёвская». Примерно тогда же был построен участок троллейбусной линии по проспекту Ямашева между улицами Декабристов и Ибрагимова, и маршрут № 17 пошёл по ней, не заходя на улицы Волгоградская и Короленко. В 2004 году маршрут троллейбуса стал проходить не через вокзал, а по Право-Булачной улице; в том же году в связи со строительством развязки на пересечении улиц Ершова и Вишневского временно перестал быть кольцевым. В 2005 году движение троллейбуса было перенесено с улицы Горького на улицу Карл Маркса. С 2007 года перестал заезжать на остановку «Халитова», проезжая с остановки «ветеринарный институт» на остановку «национальный архив». В 2008 году троллейбусное движение было возвращено на улицу Горького; с этого момента троллейбус ходил по улице Горького в направлении от центра, а по Карла Маркса — в центр.
В 2010 году в связи со строительством развязки на пересечении улиц Ямашева, Декабристов и Ленская трасса маршрута была перенесена на проспект Ибрагимова и возвращена на улицу Декабристов в следующем году.
При перенумерации маршрутов в 2013 году получил № 2.

### Маршрут № 18
Троллейбус № 18 был запущен 25 октября 2006 года по маршруту «улица Халитова» — «театр имени Галиаскара Камала».
Маршрут проходил по улицам Московская, Ново-Кремлёвская, площадь Тысячелетия, Декабристов, Чистопольская, Амирхана, Ямашева и Сибирский тракт, совершая остановки: театр Камала, колхозный рынок, Чернышевского, ЦУМ, дворец спорта, центральный стадион, молодёжный центр, энергетический университет, магазин «Мир», Бондаренко, Абсалямова, Мусина, ледовый дворец, Чистопольская, Четаева, Амирхана, ТК «Савиново», ветеринарный институт, улица Халитова.
В связи со строительство транспортной развязки на пересечении проспектов Ямашева и Амирхана в 2008 году троллейбус стал ходить до остановки «ДК Химиков», однако уже к октябрю вновь пущен по улицам Чистопольская, Адоратского, и далее по Ямашева; добавлены остановки «школа № 143», «71-й квартал» и спорткомплекс «Олимп». Вскоре троллейбус стал ходить через улицу Адоратского в сторону центра города, а в обратном направлении — через проспект Амирхана.
В конце 2019 года маршрут был укорочен до железнодорожного вокзала, а в конце 2010 года — закрыт в связи со строительством станции метро «Козья слобода» и более не возобновлялся.

### Маршрут № 19
Троллейбус № 19 был запущен 1 июля 2007 года по маршруту «Авторынок» — «театр имени Галиаскара Камала». Маршрут проходил по улицам Амирхана, Чуйкова, Адоратского, Ямашева, Чистопольская, Декабристов, площадь Тысячелетия, Ташаяк, Московская до разворотного кольца на улицах Парижской Коммуны, Лево-Булачная, Татарстан, совершая следующие остановки: Авторынок, магазин «Эльдорадо», Амирхана, поликлиника, роддом, Адоратского, ТК «Савиново», Амирхана, Четаева, Чистопольская, ледовый дворец, Мусина, Меридианная, Абсалямова, Бондаренко, магазин «Мир», энергоинститут, молодёжный центр, цирк, стадион, дворец спорта, Чернышевского, колхозный рынок, театр им. Камала.
В начале 2008 года был запущен маршрут № 19а («Авторынок» — «улица Халитова»), примерно тогда же маршрут № 19 был закрыт. В том же году маршрут № 19а был продлён по улицам Сибирский тракт (без заезда на остановку «Халитова»), Ершова, Карла Маркса, Пушкина, Татарстан до остановки «улица Татарстан» и переименован в № 19, а чуть позже по улицам Московская, Чернышевского, и Бурхана Шахиди до вокзала. Обратно на Московскую улицу троллейбус возвращался по улицам Саид-Галеева и Ташаяк. На время реконструкции третьей транспортной дамбы троллейбус проходил по мосту-дублёру.
Закрыт в 2011 году.

### Маршрут № 20
Троллейбус № 20 был запущен 30 ноября 2007 года по маршруту «улица Академика Глушко» — «железнодорожный вокзал». Его маршрут проходил по улицам Саид-Галеева, Рустема Яхина, Гаяза Исхаки, Чернышевского, Московская, Татарстан, Пушкина, Карла Маркса, Николая Ершова, Патриса Лумумбы (обратно до 2008 года с улицы Патриса Лумумбы на улицу Николая Ершова через улицу Искры), Взлётная, Академика Сахарова, Хайдара Бигичева и Академика Глушко; обратно на улицу Сахарова троллейбус возвращался через улицу Рашида Вагапова.
В 2008 году конечная маршрута изменена на остановку «Речной вокзал»; с осени того же года маршрут начал проходить по улице Горького в направлении «от центра». С 2012 году троллейбус начал разворачиваться по улицам Закиева, Глушко, Хайдара Бигичева и далее на Сахарова. 
После перенумерации троллейбусных маршрутов стал маршрутом № 3.

### Маршрут № 21
Троллейбус № 21 был запущен 10 сентября 2008 года по маршруту «речной порт» — «улица Академика Завойского». Его маршрут проходил по улицам Девятаева, Татарстан, Пушкина, Карла Маркса, Николая Ершова, Патриса Лумумбы, Гвардейская и Юлиуса Фучика. Летом 2009 года продлён до Минской улицы, но вскоре вновь укорочен до улицы Завойского. В сентябре 2011 года вновь продлён, на этот раз до улицы Глушко по улицам Фучика, Сахарова и Вагапова; обратно на улицу Фучика троллейбус возвращался через улицу Закиева.
После перенумерации троллейбусных маршрутов стал маршрутом № 5.

### Маршрут № 22
Троллейбус № 22 был запущен 16 июня 2012 года по маршруту «площадь Свободы» — «проспект Победы». В связи со строительством транспортной развязки на пересечении проспекта Победы и улицы Рихарда Зорге маршруты № 12 и № 21, связывавшие Азино с центром города, были укорочены до Горок; вместо них и был запущен маршрут № 22. Его маршрут проходил по улицам Горького (в обратном направлении по улице Карла Маркса), Карла Маркса, Николая Ершова, Патриса Лумумбы, Альберта Камалеева, Академика Сахарова и Юлиуса Фучика.
Закрыт вскоре после завершения строительства развязки в том же году.

### Комментарии
1. ↑  от Горьковского шоссе
2. ↑  к Горьковскому шоссе
3. ↑  пересечение Горьковского шоссе, улиц Фрунзе и Восстания
4. ↑  к Караваеву
5. ↑  от Караваева
6. ↑  до Речного порта
7. ↑  от Речного порта
8. ↑  участок Декабристов-Волгоградская
9. ↑  участок Ибрагимова-Декабристов
10. ↑  до Речного порта
11. ↑  от Речного порта
12. ↑  участок Декабристов-Волгоградская
13. ↑  участок Ибрагимова-Декабристов
14. ↑  (оборотное по улицам Московская/Татарстан/Лево-Булачная/Парижской Коммуны, ликвидировано в 2009)
15. ↑  (оборотное по улицам Московская/Татарстан/Лево-Булачная/Парижской Коммуны, ликвидировано в 2009)
16. ↑  с осени 2008 года по Карла Маркса в центр, обратно по улице Горького
17. ↑  в обратную сторону по последним двум улицам не проходил